# اپر سندوسکی (اوهایو)
اپر سندوسکی(به انگلیسی: Upper Sandusky) شهری در ایالت اوهایو کشور ایالات متحده آمریکا است که جمعیت آن در سرشماری سال ۲۰۱۰ میلادی، ۶٬۵۹۶ نفر بوده‌است.